# Tromsø IL
Tromsø IL este un club de fotbal din Tromsø, Norvegia.

## Palmares
Campionatul Norvegian de Nord
- - Campioni (3): 1939, 1941, 1956
  - Locul 2 (2): 1937, 1952
- Cupa Norvegiei:
  - Campioni (2): 1986, 1996
- Tippeligaen:
  - Locul 2 (1): 1990

## Lotul sezonului 2016-2017
Din 4 august 2016
| Nr. |          | Poziție | Jucător                   |
| --- | -------- | ------- | ------------------------- |
| 1   | Norvegia | P       | Gudmund Taksdal Kongshavn |
| 3   | Norvegia | F       | Kent-Are Antonsen         |
| 4   | Norvegia | F       | Henrik Gjesdal            |
| 5   | Norvegia | F       | Magnar Ødegaard           |
| 6   | Norvegia | M       | Christian Landu Landu     |
| 7   | Norvegia | M       | Morten Gamst Pedersen     |
| 8   | Norvegia | M       | Ulrik Jenssen             |
| 9   | Tunisia  | A       | Sofien Moussa             |
| 10  | Norvegia | A       | Thomas Lehne Olsen        |
| 11  | Norvegia | M       | Jonas Johansen            |
| 12  | Croația  | P       | Filip Lončarić            |
| 14  | Norvegia | F       | Hans Norbye               |

| Nr. |          | Poziție | Jucător             |
| --- | -------- | ------- | ------------------- |
| 15  | Norvegia | M       | Magnus Andersen     |
| 17  | Islanda  | M       | Aron Sigurðarson    |
| 19  | Norvegia | M       | William Frantzen    |
| 20  | Norvegia | A       | Christer Johnsgård  |
| 22  | Norvegia | F       | Simen Wangberg      |
| 23  | Norvegia | M       | Gjermund Åsen       |
| 24  | Norvegia | A       | Mikael Ingebrigtsen |
| 25  | Norvegia | F       | Lasse Nilsen        |
| 26  | Norvegia | F       | Jostein Gundersen   |
| 27  | Norvegia | M       | Fredrik Michalsen   |
| 30  | Norvegia | A       | Runar Espejord      |

## Recorduri
- Cele mai multe goluri (total) - Sigurd Rushfeldt, 105
- Cele mai multe goluri (campionat) - Sigurd Rushfeldt, 72
- Cele mai mlte meciuri (total) - Bjørn Johansen, 402
- Cele mai multe meciuri (campionat) Bjørn Johansen, 326